# Sílvia Munt
Sílvia Munt, née à Barcelone le 24 mars 1957, est une actrice et réalisatrice catalane espagnole et française, lauréate de deux prix Goya.

## Biographie
Sílvia Munt, barcelonaise de mère française, est d'abord danseuse, diplômée du Royal Ballet en 1974 et cofondatrice du Ballet Contemporain de Barcelone. 
Elle débute en tant que comédienne au théâtre en 1977 dans Le Songe d'une nuit d'été, puis au cinéma l'année suivante, d'abord comme actrice et aujourd'hui comme réalisatrice. Elle joue en catalan (La Place du Diamant de Francesc Betriu), en castillan (Ailes de papillon de Juanma Bajo Ulloa, Les Secrets du cœur de Montxo Armendáriz) et en français (L'Aîné des Ferchaux de Bernard Stora).
Elle est membre de l'Academia de las artes y las ciencias cinematográficas de España et de l'Académie européenne du cinéma. Elle a trois filles.

## Filmographie sélective

### Actrice
- 1982 : La Place du Diamant (La plaça del Diamant) de Francesc Betriu : Natàlia, la Colometa
- 1991 : Ailes de papillon (Alas de mariposa) de Juanma Bajo Ulloa : Carmen
- 1992 : El largo invierno de Jaime Camino
- 1994 : La pasión turca de Vicente Aranda : Laura
- 1996 : Éxtasis de Mariano Barroso : Lola
- 1997 : Les Secrets du cœur (Secretos del corazón) de Montxo Armendáriz : la mère
- 2015 : Requisitos para ser una persona normal de Leticia Dolera : Bárbara

### Réalisatrice
- 1999 : Lalia
- 2008 : Pretextos
- 2008 : Bajo el mismo cielo
- 2015 : Afectados (Rester debout) (La Granja del Pas)
- 2023 : En bonne compagnie (Las buenas compañías)

## Distinctions
En tant qu'actrice, elle a notamment été récompensée par le Círculo de Escritores Cinematográficos (meilleur espoir féminin pour La Place du Diamant, meilleure actrice pour Ailes de papillon), l'Academia de las artes y las ciencias cinematográficas de España (Goya de la meilleure actrice pour Ailes de papillon) et les Prix Sant Jordi du cinéma (meilleure actrice pour La pasión turca).
En tant que réalisatrice, elle a reçu un prix Goya pour Lalia et été primée par les festivals de Crétail, Málaga et Valladolid.